# Lozania pittieri
Lozania pittieri là một loài thực vật có hoa trong họ Lacistemataceae. Loài này được (S.F.Blake) L.B.Sm. mô tả khoa học đầu tiên năm 1935.